# Elgiva solicita
Elgiva solicita är en tvåvingeart som först beskrevs av Harris 1780.  Elgiva solicita ingår i släktet Elgiva och familjen kärrflugor. Arten är reproducerande i Sverige. Inga underarter finns listade i Catalogue of Life.